# Mũi Né

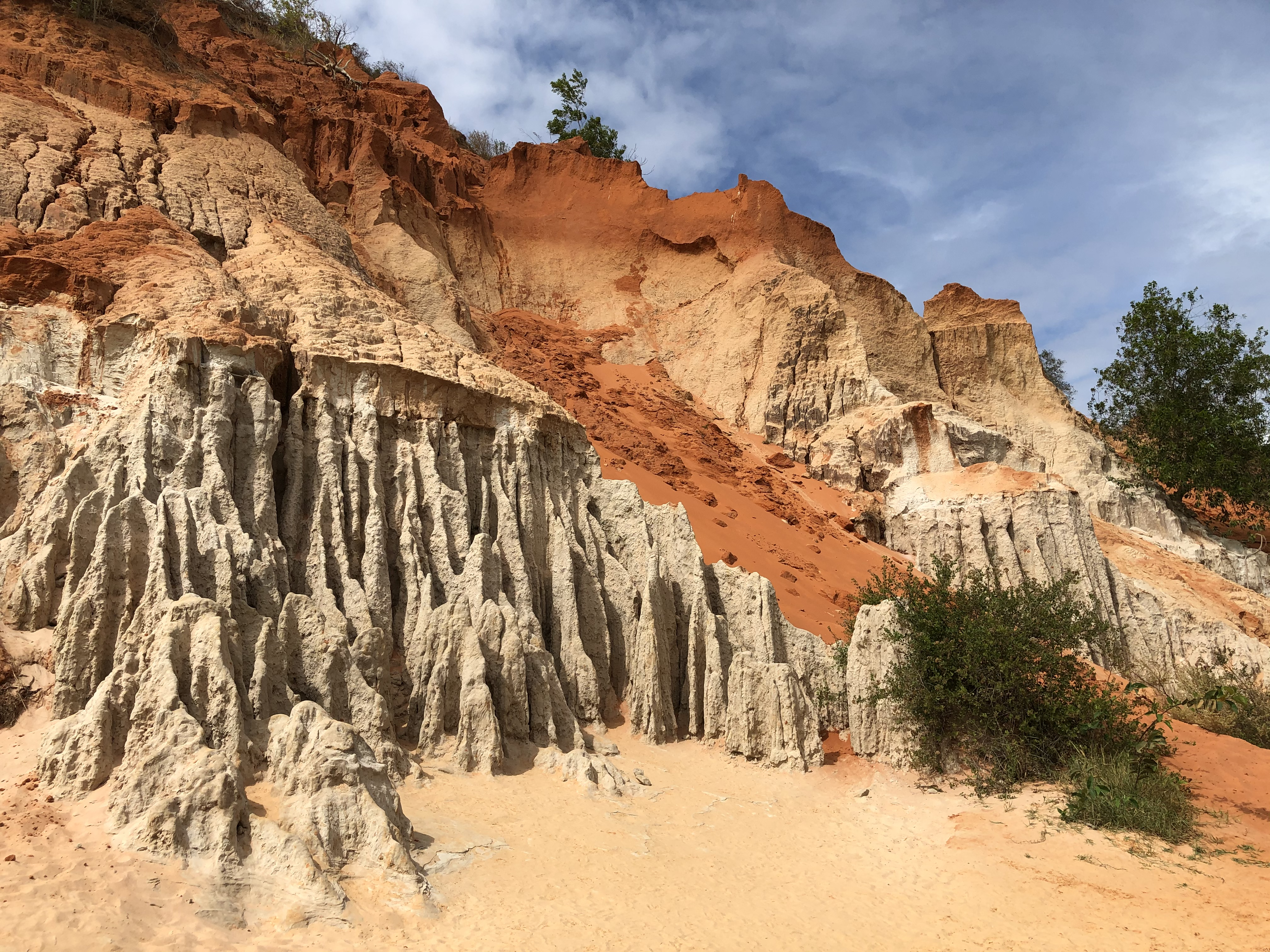
Fairy Stream.

Mũi Né (Cap de Né) est une station balnéaire du Viet Nam situé dans la ville de Phan Thiết, dans la province de Bình Thuận, à environ 1 500 kilomètres au sud de Hanoï (région de Bắc Trung Bộ, côte centrale du Nord) et 183 km au nord-est de Hô-Chi-Minh-Ville. Mũi Né a de nombreuses stations balnéaires sur les plages, ainsi que des restaurants, des bars et des cafés. Mũi Né est une destination populaire pour les touristes russes et chinois.